# マデリーン・ゲイツ
マデリーン・ゲイツ（Madeleine Gates、1998年10月30日 - ）は、アメリカ合衆国の女子バレーボール選手。ポジションはミドルブロッカー。アメリカ代表。

## 来歴
- クラブチーム

カリフォルニア州ラグーナヒルズ出身。La Jolla高校を卒業し、カリフォルニア大学ロサンゼルス校へ進学。2019年、スタンフォード大学へ編入。NCAAバレーボール選手権では優勝を果たした。2020年、ドイツのドレスナーSCへ加入し、2020/21シーズンはドイツカップで3位となり、自身はベストブロッカー賞を受賞。ブンデスリーガでは優勝を果たした。2021/22シーズンも同チームでプレーし、ブンデスリーガ3位、欧州チャンピオンズリーグに出場した。2022年6月、フランスのRCカンヌへ移籍し、2022/23シーズンのフランスリーグで8位、フランスカップでは準優勝した。2023年7月、イタリアのTrentino Volleyへ移籍し、2023/24シーズンはセリエA1リーグに出場した。
- 代表チーム

2019年、ユニバーシアード大会に出場。2021年、シニア代表に初選出され、同年の北中米選手権でデビュー。2022年、パンアメリカンカップに出場し銅メダルを獲得。2023年、ネーションズリーグに出場した。

## 球歴
- ネーションズリーグ - 2023年

## 受賞歴
- 2021年　ドイツカップ　ベストブロッカー賞

## 所属クラブ
- La Jolla 高校
- カリフォルニア大学ロサンゼルス校
- スタンフォード大学
- ドレスナーSC（2020-2022年）
- RCカンヌ（2022-2023年）
- Trentino Volley（2023-2024年）